# Росен (Пазарджицька область)
Ро́сен (болг. Росен) — село в Пазарджицькій області Болгарії. Входить до складу общини Пазарджик.

## Населення
За даними перепису населення 2011 року у селі проживали 516 осіб.
Національний склад населення села:
| Національність   | Кількість осіб | Відсоток |
| ---------------- | -------------- | -------- |
| болгари          | 502            | 97,3%    |
| цигани           | 7              | 1,4%     |
| інша             | 5              | 1,0%     |
| Всього відповіли | 516            |          |

Розподіл населення за віком у 2011 році:
Динаміка населення: